# Der Leib
Der Leib, Blätter zur Erkenntnis wesentlichen Lebens aus der Vernunft des Leibes., erschien 1919/20 bis 1922. Herausgegeben wurde die Zeitschrift von dem Reformpädagogen Max Tepp im Verlag Adolf Saal.
Die Zeitschrift stand dem Gedankengut der freideutschen Jugend nahe.